# ألفرد يو (سياسي)
ألفرد يو (بالإنجليزية: Alfred Yeo)‏ هو سياسي أسترالي، ولد في 17 أغسطس 1890، وتوفي في 29 مارس 1976. انتخب عضو الجمعية التشريعية نيو ساوث ويلز.